# Chachalnia
Chachalnia – wieś w Polsce położona w województwie wielkopolskim, w powiecie krotoszyńskim, w gminie Zduny.
| SIMC    | Nazwa        | Rodzaj    |
| ------- | ------------ | --------- |
| 0210980 | Borownica    | część wsi |
| 0210996 | Marynin      | część wsi |
| 0211004 | Ujazd Polski | część wsi |

W latach 1975–1998 miejscowość należała administracyjnie do województwa kaliskiego.